# Dorfkirche Biesenbrow
Die evangelische Dorfkirche Biesenbrow ist eine frühgotische Feldsteinkirche im Ortsteil Biesenbrow von Angermünde im Landkreis Uckermark in Brandenburg. Sie gehört zum Pfarrsprengel Angermünde im Kirchenkreis Uckermark der Evangelischen Kirche Berlin-Brandenburg-schlesische Oberlausitz und kann nach Anmeldung besichtigt werden.

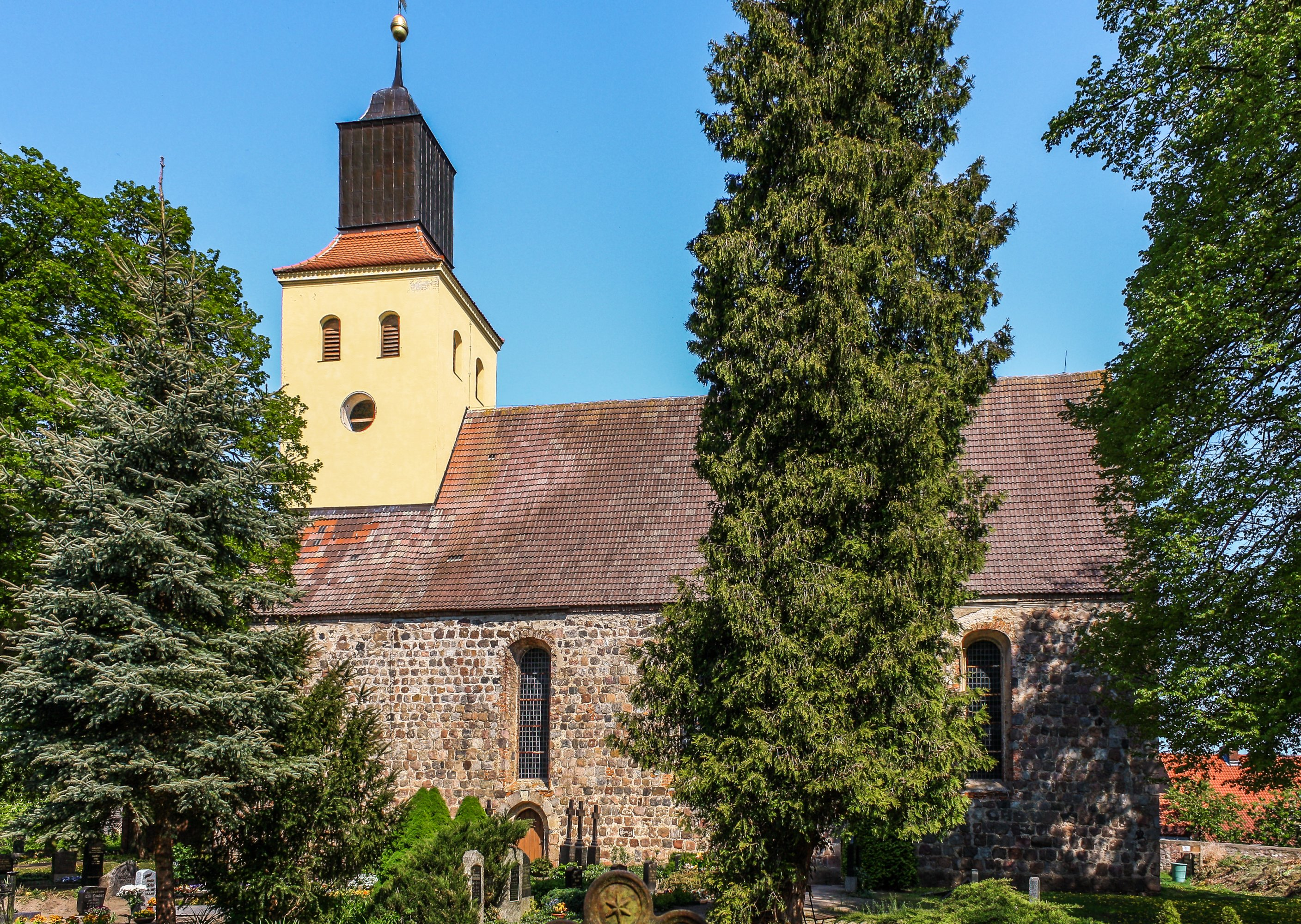
Dorfkirche Biesenbrow

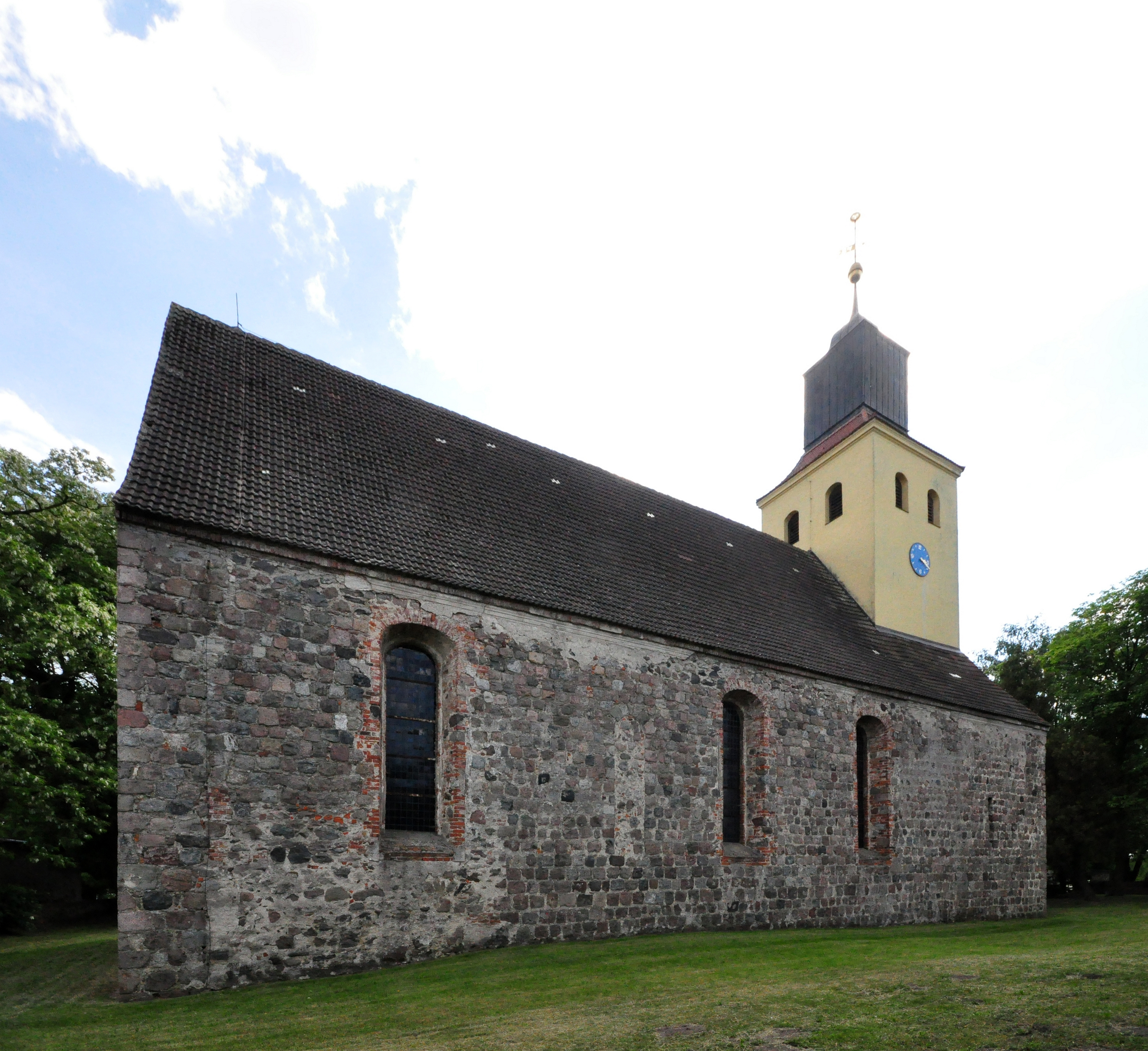
Ansicht von Nordost

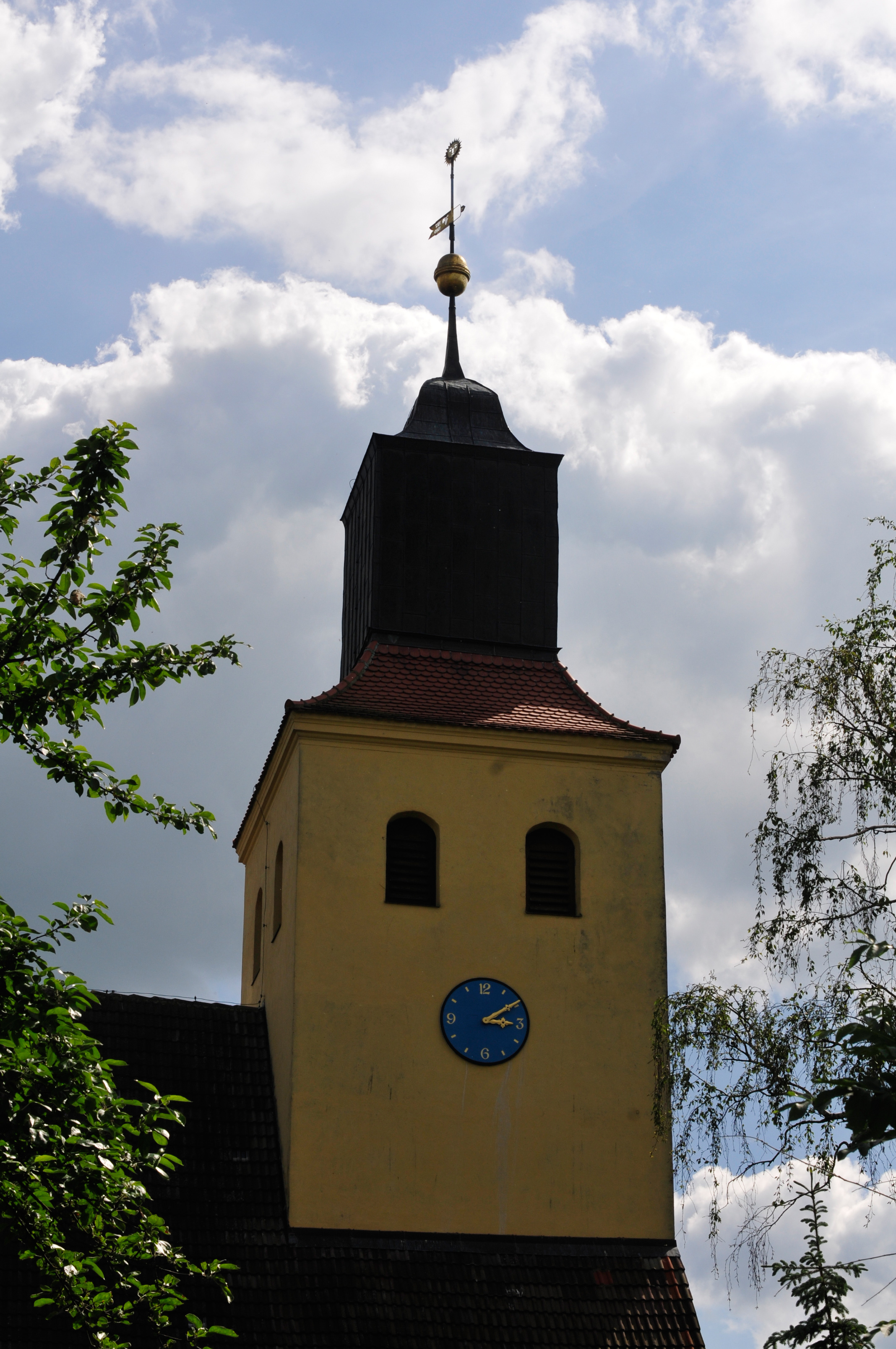
Turmaufsatz

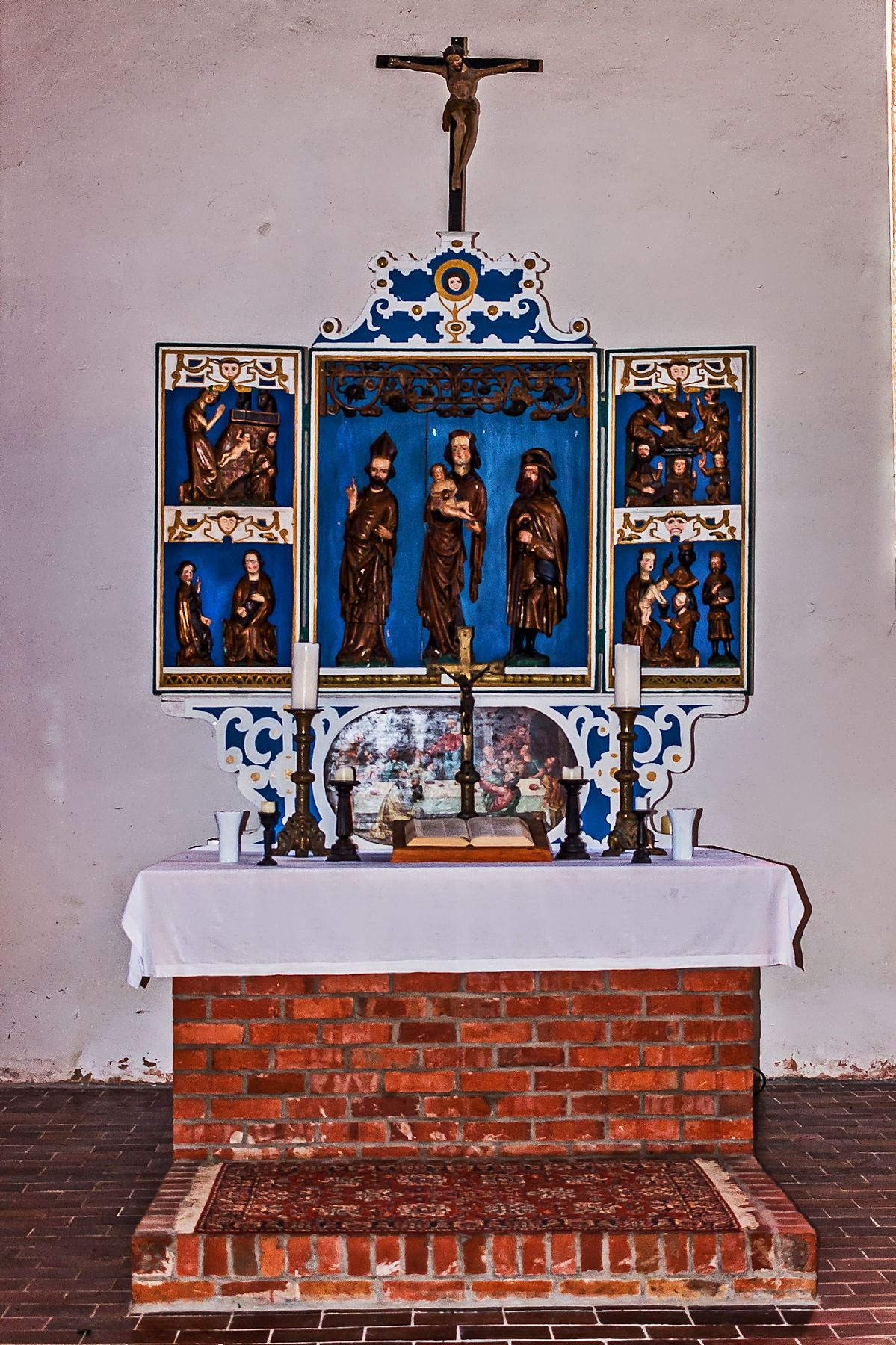
Altar

## Geschichte
Der mittelalterliche Kirchenbau befindet sich im Zentrum des Ortes, östlich der Hauptstraße. Er ist in Ost-West-Richtung inmitten des eingefriedeten Kirchhofs erbaut. Die Pfarre Biesenbrow gehörte im Mittelalter zum Bistum Cammin und wechselte erst nach der Reformation zum Bistum Brandenburg, Sedes Angermünde. Sie war stets Mutterkirche, lange ohne Filialkirche, erst 1812 wurde ihr Frauenhagen angegliedert. Seit 1970 wird die Gemeinde von anderen Pfarren mitversorgt, heute von Schönermark. Das Patronat lag bei der örtlichen Herrschaft: bis Ende des 17. Jh. bei Familie von Biesenbrow; es folgten bis 1788 der Schwedter Markgraf und danach bis 1945 das Fürsten- oder Herzogtum Anhalt-Dessau.
Wahrscheinlich wurde das Bauwerk als städtische Pfarrkirche errichtet; als Bauzeit wird das dritte Viertel des 13. Jahrhunderts angenommen. Früher besaß die Kirche drei Glocken, zwei davon waren Arbeiten des Magisters Laurentius, eines Ende des 13. Jahrhunderts auch anderswo in der Region nachweisbaren Glockengießers. Im Dreißigjährigen Krieg wurde die Kirche zerstört; noch 1699 war sie in Verfall. Nach dem Beginn des 18. Jahrhunderts wurde der Wiederaufbau mit gleichzeitiger Neugestaltung vorgenommen. Damals wurde unter anderem die Priesterpforte vermauert und die Sakristei an der Nordseite abgetragen, außerdem wurden 1727 die Schiffsfenster in Barockformen erneuert und das Äußere mit einer Putzschlämme versehen. 1739 wurde der Turmabschluss neu aufgeführt; zuvor war die Ostwand des Turmunterbaus abgerissen und, um einen Meter nach Westen versetzt, neu errichtet worden. 1791 und 1842 erfolgten bauliche Veränderungen am Turm.
Am 24./25. Mai 1909 vernichtete ein Brand erhebliche Teile der Kirche, vor allem die Innenausstattung, Dachstuhl, Westgiebel und den Turm samt Glockenstuhl. 1912 erfolgte der Wiederaufbau unter Leitung des Geheimen Hofbaurats Böttger, der bei der Herzoglichen Hofkammer Dessau angestellt war. Die Bauausführung wurde durch Hofmaurermeister Kersten aus Gramzow geleitet. Am 10. Dezember 1912 wurde die Kirche neu geweiht.
Im Jahr 1945 verursachte eine Explosion von im Altarraum gelagerter Munition erhebliche Bauschäden und zerstörte weitere Teile der Ausstattung. In den Jahren 1948/53 wurde eine Beseitigung der Schäden unter anderem an Dach, Decke und Fenstern vorgenommen. Im Jahr 1976 erfolgte eine Renovierung des Turms, wobei Putz, Anstrich und Deckung erneuert wurden, und 1983 eine Renovierung des Kirchenraums. 1989 wurde eine erneute Renovierung des Turms einschließlich Turmspitze mit Wetterfahne vorgenommen.

## Architektur
Die Saalkirche ist im Kern ein frühgotischer Feldsteinquaderbau mit geradem Ostschluss und querrechteckigem Westturm in Schiffsbreite. Den zur Errichtungszeit vorhandenen städtischen Anspruch verdeutlichen die Maße des Bauwerks von etwa 31 × 13 m. Die bauzeitlichen Umfassungswände sind in annähernd ursprünglicher Höhe von acht Metern erhalten. Ihr Mauerwerk ist einschließlich des leicht vorspringenden, inzwischen teils unter Bodenniveau liegenden Sockels aus sauber geschichteten Feldsteinquadern gefügt; große Sorgfalt wurde auf die Gebäudeecken und -öffnungen verwendet. Stellenweise finden sich Reste von Fugenbetonung mit eingeritztem Doppelstrich, die um 1910 erneuert wurden.
An den Längsseiten waren ursprünglich je fünf schmale Fensteröffnungen mit schrägen Laibungen und gedrücktem Spitzbogen-Abschluss angeordnet. Eine dieser Öffnungen wurde 1979 zur Illustration des früheren Zustandes als Blendöffnung wiederhergestellt, ein weiteres, jetzt zugesetztes Fenster ist in der Nordwand erhalten; außerdem je ein bauzeitliches Schlitzfenster im Norden und Süden des Turmunterbaus. Seit 1727 zeigen die Schiffseiten je drei barocke Fensteröffnungen mit Backsteinlaibung und korbbogigem Abschluss. Reste von Kalkputzflächen und -rahmungen verweisen ebenfalls auf die damalige Umgestaltung des Kirchenbaus.
An der Ostseite sind von der ursprünglichen Dreifenstergruppe die beiden äußeren Öffnungen unverändert, das leicht überhöhte Mittelfenster wurde wohl bei Aufstellung eines Kanzelaltars im 18. Jahrhundert vermauert. Vermutlich im gleichen Zuge wurde der Ostgiebel mit drei flachbogigen Staffelnischen und mittiger Flachbogenöffnung erneuert und verputzt. An der Westseite im Turmunterbau ist das ursprüngliche Hauptportal erhalten, seine spitzbogige, zweifach gestufte Laibung ist durch Quader in ausgesuchtem Format und Farbton akzentuiert. Zwei weitere bauzeitliche Spitzbogenportale sind an der Südseite überkommen: der Gemeindezugang mit einfach gestuftem Gewände sowie die kleinere, später zugesetzte Priesterpforte liegen östlich davon. An der Nordseite sind im Osten noch Spuren der abgetragenen Sakristei als Störungen im Mauerwerk ablesbar. Der eingezogene Turmaufsatz ist ein Ergebnis des barocken Umbaus oder der Erneuerung nach dem Brand von 1909. Das Glockengeschoss ist als glatt verputzter Backsteinaufbau ausgeführt; darin sind paarige flachbogige Schallöffnungen und das Zifferblatt der Turmuhr von 1912 angeordnet. Den oberen Turmteil bildet ein mit Kupferblech verkleideter kubischer Aufbau, der von einer geschweiften Haube abgeschlossen wird. Als Bekrönung dient eine Stange mit Knauf, Wetterfahne und Stern.
Innen ist der Kirchensaal auf Grund der Zerstörungen von 1909 und 1945 heute weitgehend schmucklos. Der große Raum wurde 1912 mit Holzbalkendecke und keramischen Fußbodenfliesen versehen. Von der damaligen Neugestaltung stammen die Kirchenbänke und die Empore mit neogotisch verzierter Brüstung, außerdem sind zwei Türen, Leuchterkronen sowie einige Spolien von Altar und Orgelprospekt erhalten. Der Altarraum ist um eine niedrige Stufe erhöht, dort steht zentral auf neu gemauertem Altarblock das Altarretabel, an der Südseite die Kanzel. Die Fenster sind mit farbigem Industrieglas von 1978 gestaltet (Kunstglaserei Lehmann, Berlin-Weißensee). Der Glockenstuhl und das Dachwerk stammen ebenfalls von 1912. Unter dem Kirchenraum befinden sich vermutlich noch Grüfte oder Grabstellen.

## Ausstattung
Das Altarretabel wurde 1970 aus Crussow hierher versetzt. Der Flügelaltar ist um 1430 entstanden und wurde 1983 übermalt. Im Schrein sind als Schnitzfiguren die Madonna zwischen Jakobus und einem heiligen Bischof mit darüber angeordnetem Schleierwerk dargestellt. In den Flügeln befinden sich je zwei Reliefs mit Szenen zur Geburt und Kindheit Jesu, auf den Außenseiten finden sich noch Reste von Malereien. 1620 wurden die Predella sowie ein Aufsatz und Dekor im Renaissancestil zugefügt. Das Retabel besteht aus farbig gefasstem Holz und ist teilweise beeinträchtigt durch die moderne Neufassung. In der Predella ist das Abendmahl als Ölbild dargestellt. Der Aufsatz wird bekrönt von einem spätmittelalterlichen Kruzifix aus Holz.
Die Kanzel stammt ebenfalls aus Crussow, ist um 1620 entstanden und wurde 1700 überarbeitet und dabei  in Treppenwange und Teilen des Schalldeckels ergänzt. Sie besteht aus farbig gefasstem Holz und ist stark beschädigt. Am polygonalen Kanzelkorb sind die Felder mit Malereien der Evangelisten in Rundbogenarchitektur geschmückt, die Ecken sind durch vorgestellte Säulchen betont. Der Schalldeckel ist mit reichem Schnitzwerk ausgestattet und von einer Christusfigur bekrönt.
Der Taufständer ist ein hölzerner Ständer in neogotischen Formen; die gleichzeitige Taufschale stammt aus der Zeit um 1912 und wurde aus Messing hergestellt und mit einer Inschrift versehen.
Die Orgel wurde von Ulrich Fahlberg (Eberswalde) aus Teilen zweier älterer Orgeln 1986 zusammengefügt: Das neogotische Gehäuse sowie Spieltisch, Windladen und Manualpfeifen stammen von einer Orgel der Firma Lang & Dinse, die vor 1850 für Neumühl bei Küstrin hergestellt und 1903 nach Crussow umgesetzt wurde. Magazinbalg und Subbass stammen von der 1912 von der Firma Albert Kienscherf (Eberswalde) gebauten Vorgängerorgel, die 1968 wegen Unspielbarkeit im Kirchturm eingelagert worden war.
Ein inschriftlich 1678 datierter silbervergoldeter Kelch zeigt an der Kuppa eine umfangreiche Inschrift der Stifterin, einer Verwitweten von Biesenbrow.
Eine spätgotische Gittertür ist aus Eisenblech hergestellt; sie diente früher zum Verschließen einer flachbogigen Sakramentsnische in der Nordwand und wird heute im Museum Prenzlau aufbewahrt. Sie ist etwa 80 × 70 cm groß, die Kreuzungspunkte der Gitterstäbe sind abwechselnd mit Rosetten und halbrunden Knöpfen verziert.
Von den Glocken stammt die ältere von 1912 und wurde in Stettin aus Bronze gegossen, die jüngere ist aus Stahl und wurde 1973 in Apolda gefertigt.

## Bedeutung
Die Kirche ist das einzige erhaltene mittelalterliche Bauwerk des Ortes. Durch ihre deutlich von anderen Dorfkirchen der Region abweichende Größe bezeugt sie bis heute Biesenbrows mittelalterliche Entstehung als städtisch strukturierte Siedlung. Im Ort und der umgebenden Landschaft bildet das Bauwerk mit seinem rund 35 m hohen Turm einen markanten Blickfang.
Zusammen mit dem benachbarten Pfarrhaus und der Schule zeigt die Kirche eine früher für die Dörfer der Region typische städtebauliche Situation. Zur Ensemblewirkung trägt auch der Friedhof mit seinem alten Baumbestand bei. Einigen der älteren Grabstellen kommt im Zusammenhang mit dem literarischen Schaffen Ehm Welks besondere ortsgeschichtliche Bedeutung zu.